# Carrickfergus Castle
Carrickfergus Castle er en normannisk borg i Nordirland, der ligger i byen Carrickfergus i County Antrim, på nordkysten af af Belfast Lough. Slottet har været belejret af både skotterne, irerne, englænderne og franskmændene, og det har spillet en vigtig militær rolle frem til 1928. Det er et af de bedst bevarede middelalderbygninger i Nordirland. Det var strategisk godt beliggende idet 3/4 havde vand omkring sig (i moderne tid er det dog kun 1/3 af slottet som følge af landindvinding). I dag er bliver slottet drevet og vedligehold af Northern Ireland Environment Agency som et historisk monument.

## Oprindelse
Carrickfergus blev opført af John de Courcy i 1177 som hans hovedkvarter efter han havde erobret det østlige Ulster i 1177. Han regerede her som småkonge indtil 1204, hvor han blev fortrængt af en anden normanner ved navn Hugh de Lacy. Oprindeligt byggede de Courcy built den indre bordgård, en mindre bailey for enden af forbanken med en høj polygonal ringmur og østporten. Den havde flere bygninger, heriblandt en storsal. Fra denne strategiske position på en klippe var borgen næsten fuldstændigt omringet af havet, og fra slottet kunne man kontrollere Carrickfergus Bay (senere kendt som Belfast Lough) og området omkring bymuren, der udviklede sig omkring slottet.

## Engelsk kontrol
Carrickfergus Castle nævnes første gang i engelske annaler i 1210, hvor kong John belejrede slottet og fik erobret hvad der på dette tidspunkt var Ulsters vigtigste strategiske garnison. Efter overtagelsen blev officerer udpeget til at styre slottet og det omkringliggende område. I 1217 modtog den nye konstabel, De Serlane, 100 pund til at bygge en ny ringmur, så det ville blive beskyttet for landgang langs klippen samt adgang til borgen via sandbankerne mod øst, der var blotlagte ved lavvande. Den midterste ringmur blev senere reduceret til jordoverfladen i 1700-tallet på nær lang søsiden, hvor den fortsat findes ved lønporten og østtårnet, der er berømt for en række armbrøst skydeskår i kælderniveau.
Det antages at et kammer på første sal i østtårnet  har været slottets kapel, som følge af det fine romanske dobbeltvinduer. Det oprindelige kapel må dog have ligget i den indre borggård. Ribbehvælvet over indgangen, mordhullet og det massive portcullis i begge ender af portbygningen er senere tilføjelser, der blev påbegyndt af Hugh de Lacey, der døde i 1248, og som ikke levede længe nok til at se færdiggørelsen i 1250. Det blev afsluttet af kong Henrik 3..
Efter kollapset af Jarldømmet Ulster i 1333 forblev slottet en af kronens primære residensslotte og administrative centre i Nordirland. I begyndelsen af Niårskrige (1595–1603), da den engelske indflydelse i nord blev trættende, fik kongens tropper forsyninger og ny bemanding vi byens havn.  I 1597 var det omkringliggende landskab scenen for slaget ved Carrickfergus.
I løbet af 1500- og 1600-tallet blev der udført flere forbedringer på slottet for at gøre plads til artilleri, inklusive eksterne kanonporte og skydeskår til kanoner, selvom disse forbedringer ikke afholdt slottet fra at blive angrebet og erobret ved flere lejligheder. Marshal Schomberg belejrede og overtog slottet i den uge-lgange belejring af Carrickfergus i 1689. Dette var også stedet, hvor Schombergs leder, Kong William 3. først satte sin fod i Irland den 14. juni 1690.
I 1760, efter slaget ved byen, blevet slottet overgivet til de franske angriber under Francois Thurot. Senere plyndrede de både byen og slottet for herefter at forlade byen og blive fanget af Royal Navy.

## Senere brug
I 1778 begyndte en lille men vigtig begivenhed i den amerikanske uafhængighedskrig i Carrickfergus, da John Paul Jones fik lokket et skib fra Royal Navy fra dets fortøjninger ind i North Channel, og vandt en time-lang kamp. I 1797 blev slottet et fængsel, efter at det ved flere lejligheder var blevet brugt til at opbevare fanger, og det blev brugt flittigt under napoleonskrigene, hvor der blev installeret seks kanoner på det østlige batteri udover de 22 der allerede blev brugt i 1811. Alt dette bare for at forsvare fæstningen.
I omkring et århundrede fungerede det som magasin og tøjhus til militæret. Under første verdenskrig blev det brugt som en garnison og ammunitionslager. Under anden verdenskrig blev Carrickfergus Castle brugt som beskyttelsesrum.
I omkring 750 år var der soldater på slottet frem til 1928, hvor ejerskabet overgik fra den britiske hær til den nye Government of Northern Ireland for at blive varetaget som et monument. Mange af slottets senere tilføjelser blev fjernet for at bringe det til tilbage til dets normanniske udseende. Det er åbent for offentligheden.
Banketsalen er blevet fuldstændigt restaureret, og der er flere udstillinger der viser livet på slottet i middelalderen.

## Jernbaneadgang
Slottet ligger tæt ved Carrickfergus railway station. Tog forbinder byen mod vest med Belfast Central og Belfast Great Victoria Street og mod øst tilWhitehead og Larne Harbour der drives af Northern Ireland Railways.